# Lewiston (Idaho)
Lewiston é uma cidade localizada no estado americano de Idaho, no Condado de Nez Perce.

## Demografia
Segundo o censo americano de 2000, a sua população era de 30.904 habitantes.
Em 2006, foi estimada uma população de 31.293, um aumento de 389 (1.3%).

## Geografia
De acordo com o United States Census Bureau tem uma área de
44,5 km², dos quais 42,7 km² cobertos por terra e 1,8 km² cobertos por água.

## Localidades na vizinhança
O diagrama seguinte representa as localidades num raio de 20 km ao redor de Lewiston.